# عباس آقازمانی
عباس آقازمانی (زاده ۱۳۱۸ تهران) معروف به ابوشریف، نظامی بازنشسته، سیاستمدار و دیپلمات ایرانی است، که از بنیانگذاران سپاه پاسداران انقلاب اسلامی بود و دوران کوتاهی در سال ۱۳۵۹ نیز فرماندهی سپاه پاسداران را برعهده داشت. وی در فاصله سالهای ۱۳۶۰ تا ۱۳۶۳ سفیر ایران در پاکستان بود.
آقازمانی دانش‌آموخته کارشناسی حقوق اسلامی از دانشکده الهیات و معارف اسلامی دانشگاه تهران است. وی از اعضای حزب ملل اسلامی بود، همچنین از بنیانگذاران سازمان حزب‌الله و سازمان مجاهدین انقلاب اسلامی محسوب می‌شود.

## زندگی‌نامه
عباس آقازمانی به سال ۱۳۱۸ در خانواده‌ای سنتی در تهران زاده شد. پس از اخذ دیپلم ریاضی به دانش‌سرای مقدماتی رفت. با گذراندن این دوره به عنوان آموزگار دبستان به فعالیت پرداخت. شهرهای دماوند و رینه، از اولین محل‌های خدمت وی به‌عنوان آموزگار بوده‌است.
آقازمانی از سال ۱۳۴۲ با توجه به تحولات سیاسی آن سال‌ها، به فعالیت‌های سیاسی روی آورد، سپس به عضویت حزب ملل اسلامی به رهبری سید محمدکاظم موسوی بجنوردی درآمد. حزب ملل اسلامی، با دیدگاه اسلامی و مشی مسلحانه، برای سرنگونی رژیم پهلوی و تأسیس حکومت اسلامی، بنا نهاده شده بود. با لو رفتن تشکیلات این حزب توسط ساواک، آقازمانی در آبان ۱۳۴۴ به همراه سایر اعضای این حزب، دستگیر شد و به ۳ سال و نیم حبس محکوم شد. وی با گذراندن حدود نیمی از دوره محکومیت خود، در سال ۱۳۴۶ از زندان آزاد شد.
عباس آقازمانی در سال ۱۳۴۶ و با گذشت زمان اندکی از آزادی، با گردآوری عده‌ای از همفکران خود در حزب ملل اسلامی، از جمله احمد احمد، جعفر منصور، جواد منصوری و عباس دوزدوزانی، سازمان حزب‌الله را بنا نهاد. از سال ۱۳۴۸ در قالب سازمان حزب‌الله به فعالیت ضد رژیم پهلوی، در پوشش برپایی کلاس‌های تدریس علوم اسلامی و عربی، در محافل مذهبی و برخی مساجد تهران اقدام کرد. وی همچنین در فاصله سالهای ۱۳۴۷ تا ۱۳۴۸ با انجمن حجتیه در مقابله با بهائیان نیز همکاری داشت.
در این دوره در رشته حقوق اسلامی از دانشکده الهیات و معارف اسلامی دانشگاه تهران فارغ‌التحصیل شد. در سال ۱۳۴۹ به بهانه معالجه پدر به اتریش رفت، از آنجا به لبنان و سپس پایگاه‌های فلسطینی، برای طی دوره‌های چریکی و عملیات نظامی عزیمت نمود. وی پس از آن به ایران بازگشت اما دوباره جهت ادامه تحصیل راهی اتریش شد. در این زمان با آشکار شدن روابط او با آموزش‌دیده‌های دوره‌های چریکی در سازمان الفتح، دستور دستگیری وی توسط ساواک داده شد و بار دیگر در ۳۰ تیر ۱۳۵۱ و هنگام ورود به ایران دستگیر گردید.
آقازمانی مدتی پس از دستگیری، با وعده همکاری با ساواک به صورت کنترل‌شده آزاد شد. در آبان ۱۳۵۱ پس از گذشت یک ماه از مرخصی، در فرصتی مناسب و با همکاری برادرش احمد آقازمانی که او نیز از اعضای بازداشت شده حزب ملل اسلامی بود و برخی دیگر از اقوام خود، با فریب ساواک و به‌طور مخفیانه از راه زمینی، به کشور پاکستان فرار کرد. طی این فرار، آقازمانی مدت زمانی را بدون غذا و تنها با جعبه‌ای خرما، در شرایط سخت و طاقت‌فرسای بیابان‌های خشک مرز ایران و پاکستان گذراند و مسافت طولانی را با پای پیاده طی نمود، تا اینکه توانست از مرز بگذرد.
وی پس از آن به مدت ۲ سال به صورت طلبه‌ای ناشناس در خارج از کشور زندگی می‌کرد. هم‌زمان در ایران نیز با مشخص شدن ارتباط وی با سازمان مجاهدین خلق، در ساواک حساسیت بیشتری نسبت به وی ایجاد شد و خانواده و منزل اطرافیان او در ایران تحت کنترل و مراقبت ساواک قرار گرفت.
آقازمانی در سال ۱۳۵۴ بار دیگر به لبنان رفت و مدتی در اردوگاه‌های فلسطینی به آموزش و فعالیت نظامی مشغول شد. او که هیچگاه فکر نمی‌کرد بتواند بزودی و با سرنگونی حکومت پهلوی به ایران بازگردد، در همین سال با زنی لبنانی ازدواج کرد. وی از این زن صاحب ۲ فرزند شد. او از همسر ایرانی خود نیز ۶ فرزند دارد.
آقازمانی در زمان حضور خود در لبنان، میان گروه‌های مبارز فلسطینی و لبنانی به لقب «ابوشریف» شهرت یافت. مواضع ابوشریف در آن زمان حمایت و همکاری با جنبش الفتح در مواجهه و مبارزه با اسرائیل بوده‌است. ظاهراً در آن زمان وی و جنبش الفتح دارای تقابلاتی نیز با برخی مسئولان وقت جنبش امل بوده‌اند.
ابوشریف پس از چندی به اروپا رفت و برای تحصیل در رشته حقوق بین‌الملل با رشته فرعی تاریخ فلسفه در مقطع فوق لیسانس وارد دانشگاه فرانکفورت شد. علی‌رغم این موضوع، به دلیل فعالیت‌های سیاسی و تردد میان آلمان و خاورمیانه موفق به تکمیل تحصیلات و ارائه پایان‌نامه خود نشد. وی همچنین برای مدتی در دمشق به تحصیل علوم دینی اهل سنت (مکتب حنفی، شافعی) در دانشکده اسلامی جامع الفتح الاسلامیه پرداخت.
ابوشریف در پائیز ۱۳۵۷ پس از مهاجرت روح‌الله خمینی به فرانسه، به نوفل لوشاتو رفت و به واسطه دوستی با مهدی عراقی، به گروه تأمین‌کنندگان امنیت محل اقامت روح‌الله خمینی پیوست. او در آستانه وقوع انقلاب، در ۱۵ بهمن ۱۳۵۷ درحالی‌که هنوز احتمال دستگیری توسط ساواک وجود داشت، به صورت ناشناس وارد ایران شد. وی به توصیه سید محمد بهشتی به محل استقرار نیروهای انقلابی در مدرسه رفاه رفت و به سازماندهی آن‌ها و تأمین امنیت آن مکان مبادرت نمود و از طرف کمیته مرکزی، مسئول جمع‌آوری سلاح‌ها و سازماندهی افراد گردید و هم‌زمان امور انتظامی مدرسه رفاه را نیز اداره می‌کرد.
آقازمانی پس از وقوع انقلاب در ۲۲ بهمن ۱۳۵۷، به سامان دادن نیروهای نظامی انقلابی پرداخت، که پس از چندی به شکل‌گیری اولین گردان‌های عملیاتی سپاه پاسداران منجر شد.

## تأسیس سپاه پاسداران
در آغاز انقلاب، ۳ هسته مختلف برای دفاع از انقلاب شکل گرفت. عده‌ای تحت فرمان حسن لاهوتی در پادگان باغ‌شاه مستقر بودند، گروهی دیگر که نزدیکی فکری به نهضت آزادی و دولت موقت مهدی بازرگان داشتند، در ساختمان مرکزی ساواک در سلطنت‌آباد و گروهی از زندانیان سیاسی قبل از انقلاب نیز تحت فرماندهی ابوشریف در پادگان جمشیدیه مستقر بودند.
در اردیبهشت ماه ۱۳۵۸ هر ۳ نیرو با مصوبه شورای انقلاب، با یکدیگر ادغام شدند و در پی آن، نهاد سپاه پاسداران انقلاب اسلامی تأسیس گردید. با شکل‌گیری سپاه، جواد منصوری به عنوان فرمانده و ابوشریف نیز از طرف شورای انقلاب به سمتِ عضو شورای فرماندهی و فرمانده عملیات سپاه پاسداران منصوب شد. با شکل‌گیری شورای فرماندهی به عنوان کادر مرکزی سپاه و مشخص شدن وظایف اولیه آن، زمینه تأسیس زیرمجموعه‌های سپاه و توسعه آن در سایر شهرهای ایران فراهم آمد. آقازمانی مدتی بعد، به فرماندهی کل سپاه پاسداران منصوب شد.

## فرماندهی سپاه
از زمان وقوع انقلاب در بهمن ۱۳۵۷ تا اواسط سال ۱۳۶۰، نام ابوشریف ملازم با سپاه پاسداران بوده‌است. در این سال‌ها آقازمانی در مقاطعی به عنوان عضو شورای فرماندهی، فرمانده عملیات و فرمانده کل سپاه، فعالیت می‌کرد. سوابق و تجارب نظامی و چریکی او نقش مهمی در شکل‌گیری و تثبیت سپاه پاسداران در سال‌های نخست، پس از وقوع انقلاب داشت. دوره فرماندهی آقازمانی در سپاه، هم‌زمان بود با انتخاب ابوالحسن بنی صدر به سمت رئیس‌جمهوری و انتصاب او به جانشینی فرماندهی کل قوا از سوی روح‌الله خمینی.

## جنگ ایران و عراق
با آغاز جنگ ایران و عراق، آقازمانی از اولین فرماندهان سپاه پاسداران بود، که وارد جبهه‌های جنگ گردید و عرصه حضور او و نیروهای تحت امرش، بیشتر در منطقه غرب کشور بوده‌است و از جمله مسئولیت‌های او در این دوره، نمایندگی شورای عالی دفاع در غرب کشور، فرماندهی عملیات غرب کشور و ریاست ستاد جنگی غرب کشور بود.

## سفیر ایران در پاکستان
در اواسط سال ۱۳۶۰، پس از تغییر و تحولات پیش آمده در فرماندهی سپاه پاسداران، آقازمانی از این نهاد کناره‌گیری کرد و اندکی بعد، برای تصدی مسئولیت سفارت ایران در پاکستان، عازم آن کشور شد.
وی در شهریور ۱۳۶۰ به عنوان کاردار ایران در پاکستان منصوب شد و در فروردین ۱۳۶۱ به سمت سفیر ایران در پاکستان انتخاب گردید. آقازمانی تا سال ۱۳۶۳ در این جایگاه فعالیت کرد و پس از یک دوره ۳ ساله، به ایران بازگشت.

## حوزه علمیه قم
عباس آقازمانی بعد از بازگشت از سفارت ایران در پاکستان، در سال ۱۳۶۳ به شهر قم رفت و به تکمیل تحصیلات دینی خود تا سطح خارج فقه و اصول، در حوزه علمیه قم پرداخت. در این دوره، هنگامی که حسینعلی منتظری قائم‌مقام روح‌الله خمینی (نخستین رهبر جمهوری اسلامی) بود، نمایندگی ولی فقیه را در امور افغانستان، بر عهده داشت.

## اقامت در افغانستان
آقازمانی در سال ۱۳۶۶ پس از کشمکش‌های فراوان در ایران، بار دیگر از کشور خارج شد و به افغانستان رفت. در سال‌های ابتدایی دهه ۱۳۷۰ با خروج نیروهای شوروی از افغانستان و سقوط دولت کمونیستی محمد نجیب الله توسط مجاهدین، ابوشریف به همراه گروه‌های جهادی افغان در هنگام فتح پایتخت، وارد شهر کابل شد.

## اقامت در پاکستان

تغییر چهره عباس آقازمانی پس از مهاجرت به پاکستان که شباهت زیادی به علمای اهل سنت پاکستان دارد

نقاشی و پرتره از عباس آقازمانی (ابوشریف)

با بروز جنگ داخلی در افغانستان و پس از تصرف کابل توسط نیروهای طالبان، وی به پاکستان رفت. آقازمانی در سال‌های دهه ۱۳۸۰ در پاکستان حضور داشت و در این دوره، به فعالیت‌های دینی اشتغال داشت. روزنامه ایران، در ۲۲ شهریور سال ۱۳۸۹، ضمن مصاحبه با ابوشریف، به تشریح سوابق مبارزاتی و مسئولیت‌های او پس از مهاجرت به خارج از ایران پرداخته‌است. در تاریخ ۱۶ تیر ۱۳۹۰ روزنامه خراسان خبر از حضور مجدد آقازمانی در ایران داد. آقازمانی اکنون (۱۴۰۲) در پاکستان زندگی می‌کند و همه ساله در مراسم روز ملی ایران (سالروز انقلاب اسلامی) در اسلام آباد شرکت می‌کند.
او برخلاف ظاهر سنی گرایانه‌اش، شیعه بوده و از روحانیون و علمای شیعه پاکستان به حساب می‌آید؛ اما همین تغییر چهره او پس از خروج از ایران باعث ایجاد حواشی در خصوص مذهب او شد، اما به اذعان خود او از پیروان و رهروان انقلاب ایران و سید علی خامنه‌ای بوده و هست.

## وقایع انتخابات ۱۳۸۸
عباس آقازمانی در تاریخ ۱۱ خرداد ۱۳۹۳ طی مصاحبه‌ای با خبرگزاری فرهنگ نیوز گفت:
معلوم است که تا وقتی این توان نظامی در ایران وجود دارد، دیگر آن‌ها نمی‌توانند با زور کودتا کنند. کما اینکه در مصر کودتا کردند و حکومت منتخب اخوان‌المسلمین را از بین بردند و در الجزایر ۱۰ سال پیش، این کار را کردند و انتخابات را بهم زدند، ولی در ایران دیگر نمی‌توانند کودتا کنند. یک قدرت نظامی مثل سپاه و بسیج ایستاده و هرگونه توطئه و کودتا را خنثی می‌کند و این قدرت نظامی، قوت قلبی است، هم برای ملت ایران، هم برای امت اسلامی در جهان، که یک نیروی نظامی در برابر این استعمارگران ایستاده و جلوی توطئه آن‌ها را حداقل در ایران و منطقه می‌گیرد. تا وقتی ما از یهود و نصارا تبعیت نکنیم و نوع حکومت آن‌ها را قبول نکنیم آن‌ها از ما راضی نمی‌شوند و علیه ما توطئه می‌کنند و راضی نمی‌شوند که ما حکومت خدا و رسول خدا و ولی خدا و ولی فقیه را داشته باشیم. در حالی که اسلام این‌گونه پیش می‌رود، ما باید یک موضع ارشادی داشته باشیم و از این نظر ما رسالت داریم، که آن‌ها را از انحراف بازداریم، نه اینکه خودمان همه چیزمان را کنار بگذاریم، از ولایت فقیه و نظام و سنتها و فرهنگمان دست بکشیم و از فرهنگ‌های آن‌ها پیروی کنیم. در زمان پیامبر اکرم هم دشمنان اسلام خیلی فتنه می‌کردند، که بین مسلمانان اختلاف بیندازند و مسلمانان را از مسیر اصلی بازدارند و می‌بینیم ۳ تا از خلفا به قتل رسیدند. یعنی در داخل امت اسلامی این اختلافات از طرف دشمنان اسلام، در همان موقع هم بوده و یهودی‌هایی که به دین خودشان هم واقعاً معتقد نیستند، همان موقع بین مسلمانان فتنه انگیزی می‌کردند. خواص باید طرفین این اختلافات را توجیه کنند و آن‌ها را به خطر این اختلافات آگاه کنند و اثر جهانی آن را بر روحیه تمام مسلمانان جهان، بلکه بر روحیه تمام مردم جهان را، به آن‌ها گوشزد کنند و به آن‌ها بفهمانند این کارها نه به نفع اسلام است، نه به نفع ایران و نه به نفع انسانیت است. چرا که نظام ولایت فقیه، به عنوان یک نظام انسانی و منجی بشریت و نظام پیرو راه انبیا و کتب آسمانی و در برابر نظامهای ماتریالیستی و ناسیونالیستی و لیبرالیستی و فاشیستی در جهان مطرح است؛ و نظام اسلامی می‌خواهد نجات بخش انسان باشد، نه اینکه یک گروهی را که می‌خواهند در جهان برتری داشته باشند را، نجات دهد. باید به این آقایانی که اختلاف می‌کنند و نظام را زیر سؤال می‌برند، گفت که شما به خاطر اختلافات گروهی و درونی و شخصی، به روحیه تمام مسلمانان و انسانهای جهان لطمه نزنید و دور هم بنشینید و کمی گذشت کنید و با هم به تفاهم برسید.

## سوابق
1. عضویت در حزب ملل اسلامی
2. گذراندن دوره‌های آموزش چریکی در اردوگاه‌های فلسطینی
3. حضور در نبردهای چریکی مبارزان فلسطینی علیه اسرائیل
4. تأسیس سازمان حزب‌الله در ایران در ۱۳۴۶
5. حضور در جنگ‌های شهری لبنان
6. عضو شورای فرماندهی سپاه پاسداران انقلاب اسلامی
7. فرمانده و بنیان‌گذار واحد عملیات سپاه پاسداران
8. نماینده شورای عالی دفاع در غرب کشور
9. فرمانده عملیات غرب کشور
10. رئیس ستاد جنگی غرب کشور
11. عضو شورای عالی سازمان کمک به جنبش‌های آزادی‌بخش
12. قائم‌مقام فرمانده سپاه پاسداران
13. فرمانده سپاه پاسداران انقلاب اسلامی
14. سفیر ایران در پاکستان
15. نماینده قائم‌مقام رهبر در امور افغانستان[۱۵]